# Trudy Bellinger
Trudy Bellinger é uma diretora de vídeos musicais britânica. Ela está atualmente associada com a Merge @ Crossroads Films. Além de vídeos musicais, ela também dirigiu comerciais televisivos para a rede de cosméticos britânica Rimmel e os desfiles de moda da linha de roupas Marks & Spencer (M&S).

## Videografia
1997
- Louise - "Let's Go Round Again" (co-dirigido com Cameron Casey)

1998
- Louise - "All That Matters" (co-dirigido com John Clayton)

2002
- Shy FX & T-Power feat. Di - "Shake Your Body"
- 3SL - "Touch Me Tease Me (Version 1)"
- 3SL - "Touch Me Tease Me (Version 2 feat. Estelle)"
- Shy FX & T-Power feat. Di & Skibadee - "Don't Wanna Know"

2003
- Louise - "Pandora's Kiss"
- Sophie Ellis-Bextor - "I Won't Change You"

2004
- Girls Aloud - "The Show"
- Girls Aloud - "I'll Stand By You"

2005
- Bodyrockers - "I Like The Way (You Move)"
- Rachel Stevens - "I Said Never Again (But Here We Are)"

2007
- Sugababes vs. Girls Aloud - "Walk This Way"
- Shapeshifters - "Pusher"
- Bodyrockers - "Round and Round"
- Therese Grankvist - "Feelin' Me"
- Girls Aloud - "Sexy! No No No..."
- Dima Bilan - "Number One Fan"
- Madu - "Everywhere"

2008
- Girls Aloud - "The Promise"
- Dima Bilan - "Lonely"
- Slava - "Moon"
- Victoria - "Gone"
- Girls Aloud - "The Loving Kind"
- Sonny J - "Handsfree (If You Hold My Hand)"

2009
- Emma Deigman - "It Was You"
- Pixie Lott - "Mama Do (Uh Oh, Uh Oh)"
- The Saturdays - "Forever Is Over"
- Katherine Jenkins - "Wake Me Up"
- Rhydian - "O Fortuna"

2010
- Marks and Spencer Spring Fashion 2010
- Marks and Spencer Autumn Ffashion 2010

2011
- Dionne Bromfield - "Foolin"